# Nyctemera confusum
Nyctemera confusum är en fjärilsart som beskrevs av Swinhoe 1892. Nyctemera confusum ingår i släktet Nyctemera och familjen björnspinnare. Inga underarter finns listade i Catalogue of Life.